# Lovprisningen (1558)
Lovprisningen från Kirchenordnung tryckt 1558 i Preussen och är ett moment i den kristna mässan som heter Lovprisningen.

## Publicerad i
- Kirchenordnung, 1558, Preussen
- Musiken till Svenska Mässan 1897.
- Den svenska mässboken 1942, del 1.
- Gudstjänstordning 1976, del II Musik.
- Den svenska kyrkohandboken 1986 under Lovprisningen.